# Félix Vial
Félix Vial, né le 14 août 1894 à Paris et mort le 25 janvier 1915 à Vienne-le-Château, est un footballeur international français actif dans les années 1910 et jouant au poste d'extérieur gauche.

## Carrière

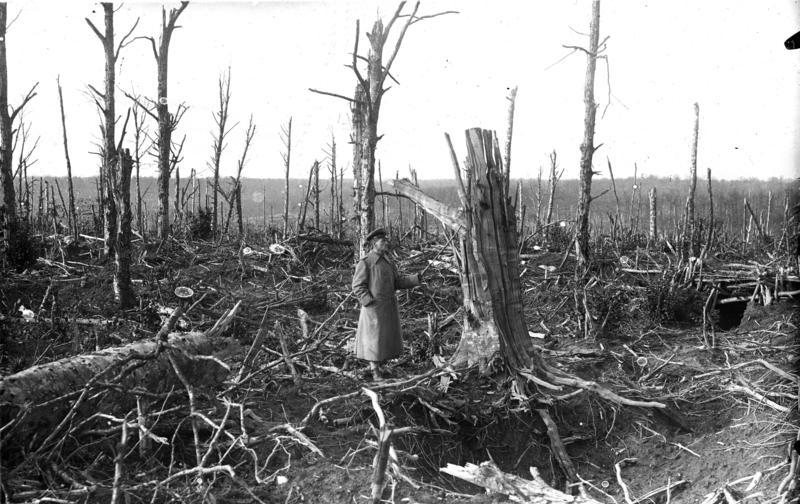
Forêt d'Argonne où Vial trouve la mort.

Félix Vial évolue dans le club du Club athlétique de Vitry lors de la saison 1911 à 1912.
Il est aussi appelé en équipe de France de football où il totalise une cape. Vial participe à la victoire de la France au Luxembourg le 29 octobre 1911 et est à cette occasion le plus jeune international français, à l'âge de 17 ans et deux mois. Il dispute cette rencontre au poste d'extérieur gauche aux côtés de son coéquipier de club Henri Viallemonteil et de Maurice Olivier du club de l'Étoile des Deux Lacs. Malgré la victoire par quatre buts à un, il est crédité d'une mauvaise prestation par L'Auto: «Vial fut piteux ». 
Deux jours plus tard, il prend part à un match de son club contre le Red Star où ses performances ne confirment « pas le choix du comité de sélection du CFI » d'après le même quotidien.
Soldat de 2e classe du 161e régiment d'infanterie, il meurt au combat au bois de la Gruerie lors de la bataille de Champagne en janvier 1915.